# Xoxocotla (Morelos)
El municipio de Xoxocotla es un municipio del estado mexicano de Morelos ubicándose en la zona sur del estado. Xoxocotla significa "lugar de los ciruelos agrios".  Su cabecera municipal es el pueblo de Xoxocotla.
Xoxocotla se encuentra localizada en la zona sur del estado de Morelos, sus coordenadas geográficas son 18°41′06″N 99°14′38″O / 18.68500, -99.24389 y su altitud es de 700 metros sobre el nivel del mar, la distancia que lo separa de la capital del estado, la ciudad de Cuernavaca es de uno 70 kilómetros, y a 10 kilómetros al sur se localiza la Laguna de Tequesquitengo,  una de las principales atracciones turísticas del estado de Morelos. De acuerdo con el Conteo de Población y Vivienda de 2010 realizado por el Instituto Nacional de Estadística y Geografía, Xoxocotla tiene una población total de 21,074 habitantes, de los cuales 10,468 son hombres y 10,606 son mujeres.

## Personajes Ilustres
- Sergio Jimenez Bénitez.[5] Escritor de novelas antropológicas. Su obra más trascendente "La huella del tata"[6]
- Lucio Carpanta. Profesor y promotor de la cultura Náhuatl.[7]
- Ricardo Alberto Castañeda. Médico indígena tradicional[8]

## Declaratoria como pueblo con encanto
En el año de 2010, y con motivo de la celebración del Bicentenario de la Independencia de México, se creó el programa de "Pueblos Mágicos", que buscaba fomentar el turismo en ciertos estados y municipios del país. Sin embargo, algunos Municipios del estado de  Morelos, que no pudieron ser declarados como Pueblos Mágicos, fueron parte del Programa de Pueblos con Encanto, cuya finalidad era, precisamente, fomentar el turismo en aquellos.
Puente de Ixtla formó parte de dicho programa desde su implementación, por lo que Xoxocotla fue considerado Pueblo con encanto.

## Hermanamientos
- Milpa Alta, México (2013)[10]
- Chiapa de Corzo, México (2023)[11]